# Zhuhai Championships
Il Zhuhai Championships (珠海网球冠军赛) è stato un torneo di tennis facente parte del ATP Tour 250 giocato dal 2019 al 2023 sui campi in cemento del Hengqin International Tennis Center a Zhuhai. Questo torneo ha rimpiazzato quello di Shenzhen. L'edizione del 2020 non venne disputata a causa della pandemia di COVID-19. Nel 2024 il torneo è stato sostituito da quello di Hangzhou.

## Albo d'oro

### Singolare
| Anno | Vincitore                             | Finalista                             | Punteggio                             |
| ---- | ------------------------------------- | ------------------------------------- | ------------------------------------- |
| 2019 | Alex de Minaur                        | Adrian Mannarino                      | 7–6(4), 6–4                           |
| 2020 | Annullato per pandemia di Coronavirus | Annullato per pandemia di Coronavirus | Annullato per pandemia di Coronavirus |
| 2021 | Cancellato                            | Cancellato                            | Cancellato                            |
| 2022 | Cancellato                            | Cancellato                            | Cancellato                            |
| 2023 | Karen Chačanov                        | Yoshihito Nishioka                    | 7–6(2), 6–1                           |

### Doppio
| Anno | Vincitori                             | Finalisti                             | Punteggio                             |
| ---- | ------------------------------------- | ------------------------------------- | ------------------------------------- |
| 2019 | Sander Gillé Joran Vliegen            | Marcelo Demoliner Matwé Middelkoop    | 7–6(2), 7–6(4)                        |
| 2020 | Annullato per pandemia di Coronavirus | Annullato per pandemia di Coronavirus | Annullato per pandemia di Coronavirus |
| 2021 | Cancellato                            | Cancellato                            | Cancellato                            |
| 2022 | Cancellato                            | Cancellato                            | Cancellato                            |
| 2023 | Jamie Murray Michael Venus            | Nathaniel Lammons Jackson Withrow     | 6–4, 6–4                              |